# Jacques Joseph Oudet
Pour les articles homonymes, voir Oudet.
 (septembre 2009).
Si vous disposez d'ouvrages ou d'articles de référence ou si vous connaissez des sites web de qualité traitant du thème abordé ici, merci de compléter l'article en donnant les références utiles à sa vérifiabilité et en les liant à la section « Notes et références ».
Jacques Joseph Oudet, né à Maynal (Jura), le 18 octobre 1773, mort près de Vienne (Autriche) le 8 juillet 1809, est un général français.
Il est nommé en 1799 chef de bataillon dans le corps du général Championnet. Il prend part à toute la campagne de l’armée des Alpes (an VII) et de l’armée d'Italie (an VIII). Blessé par balle à San Bartolomeo en Ligurie, il fut mis deux fois à l'ordre du jour de l'Armée.
En 1807, il rejoint l’armée d'Allemagne à Huningue et prend le commandement du 8e régiment de grenadiers. En 1809, il est nommé colonel du 17e régiment d'infanterie de ligne. Le 6 juin, après la bataille d'Essling, il est fait baron d'Empire. Blessé par une balle à Wagram le 6 juillet, il meurt deux jours après de ses blessures.
Selon Charles Nodier dans l'Histoire des sociétés secrètes dans l'armée sous Napoléon, texte publié anonymement en 1815, il serait le fondateur de la société secrète maçonnique des Philadelphes.